# Georges Duplessis
Georges Duplessis, dit Gratet-Duplessis, né le 19 mars 1834 à Chartres et mort le 26 mars 1899 à Paris 6e, est un historien de l’art et conservateur français.
Historien de l’estampe, il a dirigé le cabinet des estampes de la Bibliothèque nationale de 1885 à sa mort. Il était membre de l’Institut.

## Biographie
Duplessis est le fils de Pierre-Alexandre Gratet-Duplessis, savant bibliophile, recteur de l’académie de Lyon puis de celle de Douai de 1827 à 1830, et de son épouse née Jolly des Hayes. Retiré des affaires pour raisons de santé, en 1841, son père consacre sa retraite à l’éducation de son fils, très tôt passionné d’images.
Après avoir terminé ses études au lycée Saint-Louis de Paris, et songé un moment à intégrer l’École des chartes, la mort de son père, en 1853, le force à entrer, à l’âge de 19 ans, dans le monde du travail, comme surnuméraire au cabinet des estampes de la Bibliothèque nationale, où il effectuera la totalité de sa carrière, gravissant tous les échelons de la hiérarchie. Dès 1855, il donne une édition du Livre des peintres et graveurs de Michel de Marolles. Il publie alors de nombreuses études dans diverses revues, sur Jean-Antoine Houdon avec Anatole de Montaiglon, sur Abraham Bosse, etc. En 1861, son Histoire de la gravure en France remporte le prix Bordin de l’Académie des beaux-arts. Il voyage à Rome et participe à l’ouvrage Costumes historiques des XVIe, XVIIe et XVIIIe siècles (1867) illustré par Edmond Lechevallier-Chevignard, et remporte un second prix Bordin grâce à son livre De la gravure de portrait en France.
En 1876, il donne une étude sur Paul Gavarni et devient conservateur adjoint du Cabinet, sous Henri Delaborde. Il commence également l’inventaire de la collection Hennin, paru en cinq volumes entre 1877 et 1884, et publie chez Hachette, en 1880, une très large Histoire de la gravure en Italie, en Espagne, en Allemagne, dans les Pays-Bas, en Angleterre et en France, suivie d’indications pour former une collection d’estampes. En 1885, il est nommé conservateur du Cabinet et soutient la carrière de Henri Bouchot, avec qui il rédige un Dictionnaire des marques et monogrammes de graveurs.
Secrétaire de la Société française de gravure (1873) et de la Société nationale des antiquaires de France (1874 ; président en 1882), il est élu membre libre de l’Académie des beaux-arts en 1891, en replacement d’Albert Lenoir.
À sa retraite, en 1897, pour raisons de santé, il est remplacé par Henri Bouchot. À sa mort, sa veuve offre sa bibliothèque à l’Académie des beaux-arts.
Marié à la fille de Jules-Alexandre Duval Le Camus, il est le beau-père de Georges Fron (fils d’Émile Fron) et le grand-père de Georges Girard (1891-1941). Jules Printemps a réalisé sa statue.

## Publications
- Le Livre des peintres et graveurs : par Michel de Marolles, abbé de Villeloin, Paris, P. Jannet, 1855 (1re éd. 1851), 111 p., 16 cm (lire en ligne sur Gallica).
- La Gravure française au Salon de 1855, Paris, Édouard Dentu, 1855.
- Les Graveurs sur bois contemporains, Paris, Bonaventure et Ducessois, 1857.
- Histoire de la gravure en France  (prix Bordin), Paris, Rapilly, 1861, viii-408, 1 vol. ; 22 cm (lire en ligne sur Gallica).
- Costumes historiques des XVIe, XVIIe et XVIIIe siècles : dessinés par Edmond Lechevallier-Chevignard, gravés par A. Didier, Léopold Flameng, Frédéric-Guillaume Laguillermie, etc., Paris, A. Lévy, 1867, 338 & 324, 2 vol. pl., 33cm (lire en ligne sur Gallica).
- Édouard Charton (ill. P. Sellier), Les Merveilles de la gravure, Paris, Hachette et Cie, coll. « La Bibliothèque des merveilles » (réimpr. 1877), 3e éd. (1re éd. 1869), 320 p., ill., in-16 (BNF 33990840, présentation en ligne, lire en ligne sur Gallica), édition anglaise : The Wonders of Engraving, New York, C. Scribner & Co, 1871.
- Eaux-fortes d’Antoine van Dyck, Paris, Amand-Durand, 1874.
- Les Ventes de tableaux, dessins, estampes, et objets d’art au XVIIe et XVIIIe siècles (1610-1800) : Essai de bibliographie, Paris, Rapilly, 1874, iv-122, 1 vol. ; 22 cm (OCLC 9806227710, lire en ligne).
- De la gravure de portrait en France  (prix Bordin), Paris, Rapilly, 1875, iv-158, 1 vol. ; 22 cm (lire en ligne sur Gallica).
- Eaux-fortes de Claude Lorrain, Paris, Amand-Durand, 1875.
- Eaux-fortes de Paul Potter, Paris, Amand-Durand, 1875, 104 p. (lire en ligne).
- Œuvre d’Albert Dürer, Paris, Amand-Durand, 1877.
- Inventaire de la collection d’estampes relatives à l’histoire de France, léguée en 1863 à la Bibliothèque nationale par Michel Hennin (5 vols), Paris, H. Menu, 1877-1884, lire en ligne sur Gallica.
- Œuvre d’A. Mantegna, Paris, Amand-Durand, 1878.
- Histoire de la gravure en Italie, en Espagne, en Allemagne, dans les Pays-Bas, en Angleterre et en France, suivie d’indications pour former une collection d’estampes, Paris, Hachette et Cie, 1880 (lire en ligne sur Gallica).
- Œuvre de Martin Schongauer, Paris, Amand-Durand, 1881.
- Œuvre de Lucas de Leyde, Paris, Amand-Durand, 1883.
- Les Livres à gravures du XVIe siècle : Emblèmes d’Alciat, Paris, Librairie de l’Art, 1884, 64 p. (lire en ligne sur Gallica).
- Dictionnaire des marques et monogrammes de graveurs (avec Henri Bouchot), Paris, J. Rouam, 1886-1887, t. 1 sur Gallica, t. 2 sur Gallica, t. 3 sur Gallica.